# 市原村 (滋賀県)
市原村（いちはらむら）は、滋賀県蒲生郡にあった村。現在の東近江市の南東端にあたる。

## 地理
- 山岳：御在所岳、綿向山、雨乞岳
- 河川：蛇砂川、和南川、渋川

## 歴史
- 1889年（明治22年）4月1日 - 町村制の施行により、甲津畑村・池之脇村・上二俣村・高木村・市原野村・新出村・一式村・石谷村の区域をもって発足。
- 1955年（昭和30年）4月1日 - 神崎郡永源寺村と合併して神崎郡永源寺町が発足。同日永源寺村廃止。